# Luzenac
Luzenac en idioma francés, es una localidad y comuna francesa, situada en el departamento del Ariège en la región de Mediodía-Pirineos.
A sus habitantes se les conoce por el gentilicio Luzenaciens.

## Demografía[2]
| 773 | 227 | 332 | 302 | 475 | 426 | 506 | 504 | 461 | 450 | 413 | 378 | 358 | 457 | 413 | 348 | 379 | 420 | 456 | 516 | 507 | 545 | 573 | 543 | 464 | 785 | 898 | 956 | 848 | 816 | 690 | 632 | 643 |
| Para los censos de 1962 a 1999 la población legal corresponde a la población sin duplicidades (Fuente: INSEE [Consultar]) |     |     |     |     |     |     |     |     |     |     |     |     |     |     |     |     |     |     |     |     |     |     |     |     |     |     |     |     |     |     |     |     |

## Lugares de interés
- Cantera de talco, una de las más importantes de Europa.